# Technologies et vieillissement

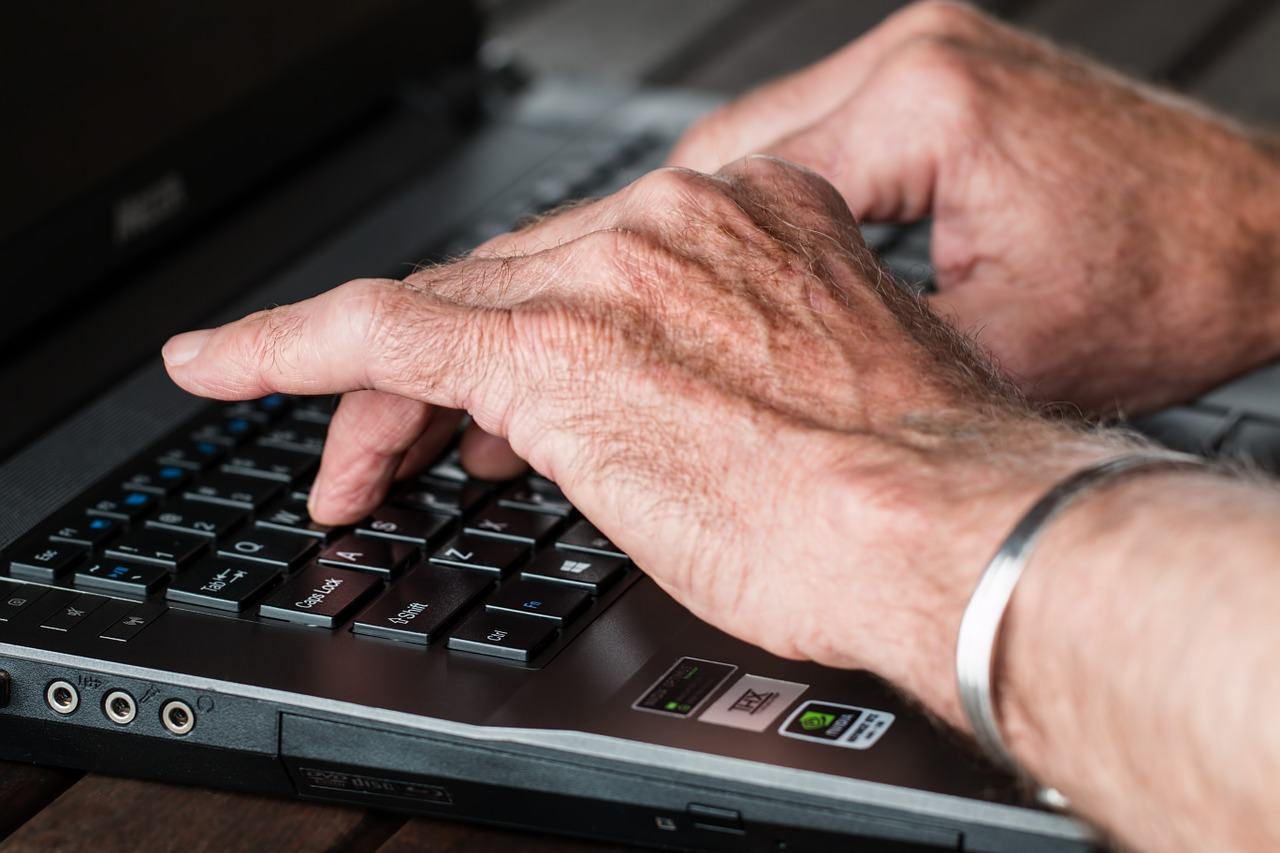
Clavier d'ordinateur utilisé par un Sénior.

Dans les sociétés actuelles caractérisées par l’usage intensif des technologies de l'information et de la communication (TIC), le public-cible "idéal" représente une population relativement jeune, branchée et connectée (réseaux sociaux, réseaux professionnels,...). Toutefois, les avancées technologiques peuvent également s'adresser à une population plus âgée : les seniors. Les technologies destinées à ce type de public peuvent être perçues positivement pour l’aide et le soutien qu'elles peuvent apporter à ces personnes notamment en matière de santé, de soutien à l'autonomie de communication voire de divertissement. Toutefois, elles sont également susceptibles de placer les personnes âgées dans une position de "vulnérabilité" ou de "dépendance".
Le vieillissement de la population et la transition du numérique sont des enjeux majeurs pour la société d’aujourd’hui. Le vieillissement de la population a des répercussions sur la démographie, l’économie et la vie sociale. La transition vers le numérique permet le développement d'outils de communication, de surveillance, d'intelligence artificielle,... qui s'avèrent parfois difficiles à maitriser par les personnes âgées.
Tous les ans, l’Institut national de la statistique et des études économiques (INSEE) réalise une enquête sur les technologies de l’information et de la communication (TIC). Cette enquête est menée auprès des ménages français dans le but d'évaluer l’équipement et l’usage de chacun des individus en termes de nouvelles technologies. L’enquête (datant de 2017) a permis de montrer d’une part, que les plus âgés sont moins équipés que les plus jeunes et d’autre part, que l’utilisation d’internet chez les personnes de plus de 50 ans est fortement liée au milieu socioprofessionnel (profession actuelle ou passée) et au niveau d’étude (les personnes sans diplôme utilisent beaucoup moins internet que les autres).
Selon des statistiques belges (2019), 28 % des personnes de plus de 55 ans n’utilisent pas internet. Bien souvent, la raison évoquée est liée au manque de compétences face à ces technologies ou encore, que ces personnes trouvent internet inutile ou inintéressant. Les craintes des seniors quant à la sécurité de l’informatique ont également une influence sur ces statistiques. Toutefois, ces dernières années, on peut constater chez ces personnes, une progression importante en termes d'équipement numérique et d'utilisation d’internet. Cette progression est liée à un effet générationnel mais également à une expansion des nouvelles technologies. Avec le temps, les seniors devraient donc être de plus en plus connectés. Quoi qu'il en soit, à l'heure actuelle, une part importante des aînés est toujours à l’écart des nouvelles technologies ou en tout cas n'y sont pas formées. Or, pour certaines d'entre elles, l'utilisation des technologies représente un facteur d'autonomie, de maintien du lien social et donc, de leur inclusion dans la société. Depuis quelques années, on assiste à une mise sur le marché de plus en plus importante de technologies destinées à venir en aide spécifiquement aux seniors. Celles-ci sont regroupées sous l'appellation "gérontechnologies"

## Histoire
Dans les années 1980, le domaine de recherches reliant la gérontologie aux technologies revêt un caractère visionnaire et révolutionnaire.
Dans les années 1990, la discipline « gérontechnologie » voit le jour sous la recommandation du Conseil de l'Europe qui invite à prendre en compte les technologies. Cette discipline se consacre à l'étude des technologies au service des aidants et des personnes âgées quelle que soit leur situation de santé (malades, dépendants ou en bonne santé). À la suite d'une intensification des recherches scientifiques, le sujet prend peu à peu de l'ampleur. Les balbutiements de ces technologies sont illustrés par l'émergence de l'assistance à domicile appuyée par la téléassistance, la télésurveillance, la domotique... C'est Jan Graafmans de l'Université technique d'Eindhoven qui a utilisé le terme "gérontechnology" pour la première fois. Il provient de la contraction des mots anglais "gerontology" et "technology".
Depuis l'an 2000, c'est un domaine de recherche mature englobant de nombreuses disciplines structurées et différenciées.
|      | En France |
| ---- | --- |
| 1998 | Recommandation du Conseil de l'Europe qui invite à prendre en compte les technologies. |
| 2000 | Constitution d'un groupe de travail sur la gérontechnologie au sein de la Société Française de Gériatrie. |
| 2004 | Création de la Caisse Nationale de Solidarité pour l’Autonomie. |
| 2007 | Création de la Société Française des Technologies pour l'Autonomie et Gérontechnologies. |
| 2009 | Création du Centre National de Référence Santé (CNR Santé) pour faciliter le développement et l'usage des technologies de l'information et de la communication (TIC) dans la prise en charge de la santé et de la dépendance à domicile. |
| 2013 | Création de la Silver Économie par le Syndicat National. Mise en marche d'une économie liée aux gérontechnologies. |

Une étape importante dans l'organisation des gérontechnologies a été marquée par la création, en France, en 2007, par le professeur Alain Franco de l'Université de Grenoble de  la Société Française de Technologie pour l'autonomie et les gérontechnologies. Le projet de loi d'adaptation de la société au vieillissement instaure une nouvelle étape pour l'APA à domicile et vise à mieux intégrer l’accès aux aides techniques et aux gérontechnologies. Ce projet de loi a été présenté en conseil des ministres le 3 juin 2014 par Mme Marisol Touraine, ministre des affaires sociales et de la santé, et Mme Laurence Rossignol, secrétaire d’État chargée de la famille, des personnes âgées et de l’autonomie. Mme Martine Pinville est rapporteur et présentera les amendements aux ministres auditionnés le 8 juillet 2014 pour un examen à l'assemblée nationale les 16 et 17 juillet 2014. Le passage au Sénat fin 2014 permettra à la loi d'entrer en application par décret à partir de l'été 2015.
De nos jours, l'utilisation de ces technologies destinées aux ainés se développe sous l'impulsion de conseils généraux, d'associations, de mutuelles ou encore, d'établissements d’hébergement.

## Concept

### Définition
La gérontechnologie est la science de la technologie et du vieillissement visant à l'amélioration du quotidien de la vie des personnes âgées. Cette science de la technologie est une réponse aux besoins des personnes âgées tels que le développement personnel, l'estime de soi, l'appartenance, la réalisation de projets, l’adaptation aux conditions environnementales (en constante évolution), les attentes sociales ainsi qu'au niveau des capacités personnelles. La gérontologie a donc pour but d’améliorer la vie des seniors en leur facilitant notamment l’accès aux biens, services et infrastructures dont ils ont besoin. Elle contribue également à l’accroissement de leur autonomie sans changer d’environnement. Cette approche multidisciplinaire s'adresse également aux aidants officiant dans des établissements de soins spécialisés pour personnes âgées.
L'appellation "gérontechnologie" provient de la compression du mot gérontologie qui porte sur les domaines scientifiques du vieillissement (biologie, psychologie, sociologie et médecine) et du mot technologie qui porte sur la recherche, le développement et la modélisation de techniques permettant d’améliorer la qualité de vie des personnes âgées à domicile.

### Objectifs
Les gérontechnologies ont pour objectif d'améliorer la vie quotidienne des personnes âgées et les pratiques des aidants en gérontologie.
Les recherches mettent en évidence les principaux objectifs visés par les gérontechnologies :
- Apporter un soin de meilleure qualité ;
- Réduire le risque et augmenter la sécurité ;
- Augmenter la capacité à faire face et à se prendre en main ;
- Permettre de rester chez soi plus longtemps ;
- Eviter les dangers (chute, feu, cambriolage).

Il existe également des objectifs liés au numérique et à la vie quotidienne de la personne âgée :
- Lutter contre la fracture numérique.
- Permettre aux seniors de ne pas être déconnectés de la société et de l’avancée des nouvelles technologies.
- Offrir la possibilité de communiquer avec leurs proches grâce à l’outil informatique.

### Classification
Les gérontechnologies constituent un ensemble hétérogène de dispositifs. La classification reprise ci-après permet d'en illustrer la majorité.
Serge Smidtas a classé les objets technologiques ciblant les personnes âgées, en plusieurs catégories : ordinateurs / tablettes avec interface simplifiée, visiophone / téléphones, télévisions connectées adaptées, téléprésence / services, réseaux sociaux, objets connectés, robot, domotique, technologies de prévention et détection de chute / géolocalisation, télésanté / paramètres physiologiques, animation pour maison de retraite, jeux/ stimulation cognitive, coordination médico-sociale, secteur hospitalier, handicap et habitat. Il est à noter que cette classification est amenée à évoluer de manière fulgurante.
Les diverses technologies évoquées ci-avant peuvent être scindées en deux grandes catégories :
- L'aide aux personnes ;
- La surveillance et l'alerte.

L'objectif commun de ces aides est de contribuer au maintien de l’autonomie et la préservation de la santé des personnes âgées en sécurisant leur environnement et en dépistant les facteurs d'événements altérant l'état fonctionnel de celles-ci. Elles facilitent également la communication entre les personnes âgées, leurs proches et les aide-soignants. Ainsi, en redynamisant les sphères cognitives, physiques et psychosociales de la personne âgée, les gérontechnologies constituent des leviers vers une prise de contrôle du vieillissement.
| Technologie - Objectif                                                                                 | Exemple - Fonction |
| --- | --- |
| Soutien à la communication                                                                             | - Technologies permettant un contact audiovisuel en temps réel - Protection contre le cambriolage : carte d'identification pour toutes les personnes autorisées - Services de traduction - Groupes sociaux - Information du patient |
| Technologie de compensation et d'assistance                                                            | - Systèmes de sécurité (alarmes pour la chaleur, la lumière, le verrouillage des portes, alarme de sécurité, détecteur de chute) - Systèmes d’alarme (son, lumière, vibration) - Technologies pour la mobilité, déambulateurs avancés, monte-escaliers - Technologies de compensation de déficits du système sensoriel : aide visuelle, aide auditive - Mesures ergonomiques pour éviter ou promouvoir l’activité : boutons, commutateurs, signes, marqueurs, forme et design - Aide pour manger et boire - Prothèses intelligentes - Aide à l’orientation et au déplacement, GPS (basé sur le son, la lumière ou les mouvements) - Systèmes de géolocalisation, pour les objets et les personnes - Guidage de l’activité ou du mouvement et limitation d’accès (par ex. pour les personnes atteintes de démence) - Entraînement cognitif et assistance cognitive |
| Aide aux tâches de la vie de tous les jours                                                            | - Aide au ménage (préparation des repas, nettoyage, repassage) - Aide à la médication et piluliers électroniques - Hygiène de la personne et automates pour le nettoyage corporel - Exercice physique - Aide pour des tâches pratiques telles que l’achat, le rangement et la collecte de biens |
| Suivi de la maladie                                                                                    | Suivi du développement de la maladie, soin et traitement, transmission et suivi (des signes vitaux et des alarmes) adaptés au domicile |
| Traitement à distance                                                                                  | - Bilans de santé, médication et suivi - Technologie robotisée - Psychothérapie et services psychologiques par le biais des TIC (réalité virtuelle, téléprésence) |
| Technologie de réhabilitation                                                                          | Guidance pour l’exercice physique (instructions et performance), mobilisation du mouvement et de la mobilité |
| Distraction Amusement                                                                                  | Loisirs et plaisir |
| Soutien et stimulation sociaux et émotionnels                                                          | - Compagnie (robots animaux, assistants, partenaires de conversation) - Stimulation |
| Le guide "Adhaplab'" illustre et regroupe plusieurs des technologies reprises dans le présent tableau. | |

### Législation
En France, le projet de loi d'adaptation de la société au vieillissement instaure une nouvelle étape pour l'APA à domicile et vise à mieux intégrer l’accès aux aides techniques et aux gérontechnologies. Ce projet de loi a été présenté en conseil des ministres le 3 juin 2014 par Marisol Touraine, ministre des affaires sociales et de la santé, et Laurence Rossignol, secrétaire d’État chargée de la famille, des personnes âgées et de l’autonomie. Martine Pinville est rapporteur et présente les amendements aux ministres auditionnés le 8 juillet 2014 pour un examen à l'Assemblée nationale les 16 et 17 juillet 2014. Le passage au Sénat fin 2014 permet à la loi d'entrer en application par décret à partir de l'été 2015.
Ces technologies posent le problèmes du respect de vie privée, de secret médical et d'éthique. En Belgique, elles s'alignent sur le dossier médical global qui se veut d'agir préventivement pour la santé en proposant un dossier en ligne disponible pour une meilleure concertation entre médecin généraliste et médecins spécialisés.

## L'acceptabilité des gérontechnologies
L'utilisation des nombreuses technologies disponibles dépend du degré d'acceptation de celles-ci par les personnes âgées. McCreadie et Tinker (2005) ont modélisé ce processus d'acceptabilité des technologies par les personnes âgées. Pour ces auteures, une étape déterminante en faveur de l'usage des technologies consiste en la perception d'un besoin chez la personne âgée. Ce besoin perçu est fortement dépendant des caractéristiques de la personne et de son habitat.
Deux facteurs principaux influencent l’utilisation des nouvelles technologies chez les seniors. Premièrement, la personnalité psychologique, qui facilite l’appropriation aux outils si elle est compatible avec les valeurs et les expériences de vie de la personne. Deuxièmement, son niveau de confiance, ses croyances et son attitude qui joueront sur la modification de son jugement en cas de réticence face à la technologie.
Pour les seniors, il est difficile de s’approprier quelque chose de « virtuel » car ils sont ancrés dans la culture du « présentiel ». Ils subissent une révolution cognitive qui change leur quotidien dans leur manière de communiquer, de s’informer ou encore de participer à la vie collective. Un facteur motivant, qui est la communication avec leurs proches, constitue un facteur d’adoption d’un outil technologique et d’internet. En effet, rester en contact avec leur famille est un moteur puissant de changement et d’apprentissage du numérique.

### La perception du besoin
Il s'agit d'un facteur déterminant dans l'acceptation d'une technologie. Il est donc primordial d'analyser les besoins des personnes âgées amenées à utiliser les technologies. Certains auteurs proposent en ce sens de se référer à la « pyramide des besoins de Maslow ». À ce titre, d'après Dayez (2014), il est utile de noter que les gérontechnologies peuvent combler un besoin tout en influençant négativement un autre besoin. Par exemple, certaines technologies diminuent l'estime de soi car elles amenuisent l'indépendance des personnes qui les utilisent.
Selon McCreadie et Tinker, la perception du besoin est influencée par les caractéristiques de la personne et de son habitat.

#### Les facteurs liés à la personne[16]
Divers éléments entrent ici en jeu :
1. Les difficultés ressenties par la personne (si une personne n'a pas de trouble de la mémoire, elle n'aura pas besoin d'acheter un pilulier électronique).
2. Les habitudes de vie et l'environnement social (les personnes âgées vivant en couple ont moins besoin d'être aidées).
3. Les besoins de l'aidant (un aidant peut avoir besoin d'une technologie pour soutenir son intervention et par corollaire, convaincre la personne âgée d'en faire l'acquisition).
4. La motivation de la personne (certaines personnes expriment davantage le besoin d'être aidée ce qui est un facteur de motivation pour l'emploi des technologies).
5. L'attitude envers les technologies : certaines personnes, notamment celles non exposées à la technologie avant leur retraite, sont réfractaires par rapport aux technologies alors que d'autres ne le sont pas. Les expériences passées comme par exemple, l'expérience socio-professionnelle jouent donc un rôle dans l'adoption des technologies par les seniors.
6. La peur d'être « dépassé ». L'argument qui est le plus souvent cité dans la littérature est que la personne âgée ne veut plus être dépassée, car les technologies sont vues comme une ouverture vers le progrès et une présentation de soi sur les réseaux sociaux[17].
7. L'entourage social : Smoreda[18] (2004) met en évidence que l'entourage social peut être un levier puissant dans l'influence de l'adoption d'objets liés aux gérontechnologies. Lors du processus d’adoption (achat et apprentissage de l'utilisation), l'entourage joue un rôle primordial pour donner du sens et de la valeur aux nouveaux objets connectés.

Vincent Caradec (1999) distingue des niveaux de médiation joués par les proches, cela peut aller en faveur ou en défaveur de l'acquisition de l'objet TIC.
Smoreda (2004) met en évidence que l'entourage social peut être un levier puissant dans l'influence de l'adoption d'objets liés aux gérontechnologies. Lors du processus d’adoption (achat et apprentissage de l'utilisation), l'entourage joue un rôle primordial pour donner du sens et de la valeur aux nouveaux objets connectés.
|           |         | Figure | |
| Pont      | Porte   | | |
| Médiation | Active  | L'entourage encourage l'acquisition et stimule l'usage des TIC, montre l'exemple et donne des informations et des conseils à la personne âgée.                                                                            | L'entourage utilise les TIC à la place de la personne âgée (délégation d'usage) : familiarisation et acquisition d'un savoir-faire technique plus difficile par la personne âgée. |
| Médiation | Passive | La personne âgée se représente l'autre (petits enfants) comme une cible potentielle, (et donc une motivation) pour utiliser les TIC : l'équipement et la formation leur sont destinés ; il s'agit de rester attractif...) | Rejet de la technique par la personne âgée du fait de la stigmatisation qu'elle induit, c’est-à-dire un marqueur de vieillesse.                                                   |

#### Les facteurs liés à l'habitat
Il s'agit ici de mettre en évidence les difficultés liées au type d'habitation de la personne âgée. En effet, selon le lieu de vie, certaines difficultés peuvent être exacerbées. McCreadie et Tinker illustrent cela en parlant de « handicaps architecturaux ».
A titre d'exemple, certains aînés peuvent rencontrer des difficultés liées aux marches d'escalier, pour se déplacer en chaise roulante chez eux, ouvrir une fenêtre. Le recours à la technologie permet alors de pallier ces difficultés.

### Le besoin d'aide perçu
Les caractéristiques de la personne et de son habitat vont créer un besoin. Ce besoin va se traduire concrètement par une demande d'assistance de la part de la personne âgée en l'occurrence, par le recours à la technologie.

### La perception de l'utilité des technologies
Au-delà de l'identification du (des) besoin(s) de la personne âgée, il est important que celle-ci perçoive l'utilité d'employer les technologies. Il s'agit là d'une étape complexe car elle implique un jugement moral. Tout le monde ne fait pas une même utilisation, ne partage pas les mêmes valeurs ou besoins.
Il sera ensuite nécessaire de faire le point sur les technologies disponibles répondant au besoin exprimé car, outre l'accès à celles-ci, découlent également les aspects logistiques (livraison, installation) et le budget (prix du matériel).

### Facteurs d'acceptabilité des gérontechnologies[16]
Selon McCreadie et Tinker, c'est la combinaison de tous les aspects repris ci-après qui influence positivement ou négativement l'acceptation du recours à la technologie par les personnes âgées. Cette liste n'est pas exhaustive car d'après Dayez, bon nombre d'autres aspects interviennent également.

#### La sécurité
La plus importante des caractéristiques qu’une technologie doit posséder est évidemment qu’elle doit fonctionner correctement, de façon fiable et sûre.

#### L'apparence et l'esthétique
Un second élément important dans l’adoption des technologies se trouve dans la possibilité d'interagir avec elles de manière optimale.
L'utilisation des robots en est un exemple concret. En effet, leur apparence joue un rôle prépondérant dans les interactions « humain-robot ».
Tout d’abord, il faut être attentif à ce que le robot n’accentue pas le stigmate lié au handicap. Ensuite, l’apparence du robot peut avoir une influence sur la façon dont les gens évaluent ses capacités, son accessibilité, sa désirabilité ou encore son expression. Les robots préférés sont petits, et ont des traits entre ceux d’un humain/animal et d’une machine (les robots les plus ressemblants aux humains ne sont pas les préférés). Ces traits anthropomorphiques peuvent aider à rendre le robot plus intuitif, plaisant et facile à utiliser, pourvu qu’il ne s’approche pas trop de la ressemblance humaine non plus. En effet, Arras et Cerqui ont montré que, plus les répondants sont âgés, moins ils apprécient l’apparence humanoïde. Ainsi, il apparaît que les aînés préfèrent un robot qui ressemble à un objet familier dans la maison. La familiarité spontanée peut par ailleurs favoriser l’adoption de la technologie. On le voit, l’apparence d’une technologie (plus importante pour les robots, mais vraisemblablement influente pour d’autres technologies également) a une réelle importance.

#### Le caractère intrusif
Le caractère intrusif fait référence à ce qui est physiquement ou psychologiquement proéminent ou remarquable, mais de façon indésirable. Une technologie peut être considérée comme intrusive selon sept dimensions (aspect physique, aspect pratique, vie privée, fonctionnement, interaction humaine, estime de soi, aspect routinier, durabilité), mais cela dépend du contexte et de la subjectivité de chaque personne. Le caractère intrusif d’une technologie doit donc être évalué au cas par cas.

#### La simplicité d'utilisation
C'est un facteur très important pour l'acceptabilité des technologies par les aînés.
On s’attend généralement à ce qu’une technologie soit efficace, fiable et sécurisée. Toutefois, de nombreuses technologies restent difficiles à utiliser. Les générations d’utilisateurs ne sont pas toutes égales face à elles : les plus jeunes, généralement baignées dans les technologies depuis leur enfance, peuvent les prendre en main facilement alors que les aînés peuvent quant à eux éprouver certaines difficultés. Par ailleurs, ces dernières augmentent si les aînés sont aux prises avec des déficits cognitifs légers ou importants. Cet aspect a un impact direct sur l’impression qu’une technologie est pertinente ou non pour leur vie quotidienne. Une technologie dont l’appropriation est jugée difficile est considérée comme moins pertinente.
Il est donc crucial pour les concepteurs de technologies d'adopter une approche centrée sur l'utilisateur, en particulier lorsqu'il s'agit de répondre aux besoins des personnes âgées. La conception inclusive, qui prend en compte les capacités physiques et cognitives variées, peut améliorer considérablement l'acceptabilité et l'utilisabilité des technologies. Les fonctionnalités comme des interfaces intuitives, des icônes faciles à reconnaître, des options de personnalisation et des instructions claires peuvent faire toute la différence.
De plus, la formation et le support technique adaptés à cette tranche d'âge sont essentiels pour encourager l'adoption de nouvelles technologies. En absence d'un accompagnement adéquat, même les dispositifs les plus 'simples' peuvent rester sous-utilisés ou mal utilisés. Les tutoriels, les modes d'emploi simplifiés et un service client facilement accessible peuvent ainsi contribuer à aplanir la courbe d'apprentissage, rendant la technologie non seulement accessible mais aussi utile au quotidien pour les personnes âgées.
En intégrant ces éléments dès les premières phases de conception, les entreprises ont l'opportunité de créer des produits qui ne sont pas seulement efficaces et sécurisés, mais aussi plus en phase avec les besoins et les compétences des utilisateurs âgés, maximisant ainsi l'acceptation et l'utilisation dans ce groupe démographique.

### Âgisme numérique
L’âgisme ayant trait aux médias numériques (« digital agism » dans la recherche anglophone) désigne l’exclusion des personnes âgées des expériences de recherches et de l’intolérance qui perpétue une certaine peur du vieillissement. Les représentations de la culture populaire nous montrent souvent des personnes âgées qui utilisent des technologies comme étant une source d’amusement, de ridicule. Tenir pour acquis que toutes les personnes âgées accusent un retard sur le plan technologique et ne comprennent pas le monde « dématérialisé » en proposant des produits et des services uniquement aux plus jeunes constitue une forme d’âgisme (numérique). Selon Kim Sawchuk : « Les entreprises en technologie doivent adapter leurs produits pour saisir des occasions souvent négligées, mais surtout adapter leur service pour qu'un aîné qui entre dans un magasin ne soit pas exploité ou pris pour un imbécile ». On peut plutôt renseigner les personnes âgées sur les bienfaits potentiels d'une vie « en réseau » et les accompagner au fil de leurs apprentissages, dans le but de diminuer les barrières à leur accès et leur participation, en plus de tirer des leçons de leur expérience des différents médias qu’ils ont côtoyés. L’idée est donc de créer les conditions les plus favorables dans lesquelles elles peuvent choisir d’être connectées ou non, et à quel degré. C’est ce que certains organismes communautaires et activistes tentent de favoriser.

### Non-usage
Le non-usage peut être dû à un manque d'accès ou de littératie, tout comme il peut constituer un choix. Dans un contexte où les technologies de l'information et de la communication sont largement diffusées, ceux et celles qui ne les adoptent pas subissent une certaine pression sociale pour le faire ou doivent se justifier. Outre les usages fréquents et intenses, existe une variété de (non-)usages possibles : ne pas utiliser une technologie peut être signe de résistance ou d’abandon volontaire, alors qu’utiliser une technologie pose des questions de fréquence d’utilisation, de formes de participation, d'appropriation, de trajectoires personnelles et sociales qui doivent être étudiées pour pouvoir fournir un portrait nuancé,. Plusieurs personnes âgées complexifient l'incitation à l'adoption, la possession personnelle et l'usage intense des technologies de communication. Par exemple, certaines partagent un téléphone cellulaire.
Certaines raisons personnelles peuvent expliquer ce désintérêt pour les technologies. Certains témoignent que le coût de ces technologies est trop élevé, d'autres mettent en cause le manque de compétence ou encore, certains n’en voient pas l’intérêt ni l’utilité. En effet, la plupart ne sont pas informés sur les diverses possibilités des technologies. Toutefois, ces différentes raisons diffèrent selon l’âge. Les plus âgés ont une crainte quant à leur sécurité sur internet.
Les usages d’internet se développent de manière considérable chez les personnes âgées, mais ces technologies ne suscitent pas l’enthousiasme mais plutôt des réticences chez ce public particulier. A titre d'exemple, en Belgique, l’utilisation des TIC varie énormément selon l’âge. En 2015, 95 % des personnes de moins de 50 ans et 80 % des 50-69 ans avaient accès à internet alors que seulement 49 % des 70-79 ans étaient connectés soit la moitié de la population de cette tranche d'âge.
Les technologies de téléassistance, bracelets pour l’Alzheimer et autres peuvent être perçus comme des aides mais aussi comme des outils technologiques qui engendrent une dépendance anxiogène aux équipements et un affaiblissement de la dignité et du libre choix humain. Or, il est primordial d’utiliser la technologie pour faciliter le quotidien des seniors en adoptant des stratégies d’adaptation et en négociant les obstacles au lieu de les supprimer.

### Vie sociale et personnelle
Bien que les réseaux soient d’anciennes formes d’organisation sociale, ils en sont devenus une forme centrale au cours des dernières décennies, avec la diffusion des technologies de l'information et de la communication. La flexibilité et la communication éphémère des réseaux se remarquent au niveau de la mondialisation (i.e. marchés financiers, États), mais se retrouvent également sur le plan culturel, dans une culture organisée autour de systèmes intégrés de médias électroniques et numériques. C’est ce qui explique une certaine exclusion des gens qui se situent en dehors de ces réseaux ; ce qui ne fait pas partie des réseaux étant ignoré par ceux-ci. Plusieurs projets mentionnés plus bas tentent d’intégrer les aînés aux réseaux ou de créer des réseaux alternatifs.
L'usage des technologies permet d'offrir un substitut de stimulation sociale chez les personnes âgées qui ont peu de contacts et d'échanges sociaux. Le téléphone portable favorise l’accès à un soutien social d'autrui, des amis et de la famille à distance.
Les objets techniques permettent d'offrir une compensation spatiale et une ouverture sur le monde. En effet, les personnes âgées et leurs espaces de vie sont centrés sur l'espace privé avec une faible mobilité et peu ou pas d'espace professionnel.

### Technologies et quotidien des personnes âgées
Les technologies ne se réduisent pas aux aides médicales ni aux technologies de l'information et de la communication. Par exemple, pour plusieurs personnes âgées, les piluliers sont des technologies qui organisent non seulement leur prise de médicaments mais contribuent à réguler leur vie selon des périodes de temps définies et par le fait même à mettre à l'avant-plan le rapport au temps qui passe.
Par l'usage de systèmes techniques, les personnes âgées peuvent développer des stratégies compensatrices ou pallier la perte de certaines facultés. Cela conduit à des aménagements de l’environnement contribuant au bon vieillissement et au bien-être de la personne âgée. La compensation des pertes d’autonomie offre la possibilité à la personne de rester actrice de son propre vieillissement.
Grâce aux rapides progrès des TIC, les pratiques de la médecine sont révolutionnées à l'aide de la miniaturisation, l'amélioration des performances des capteurs pour signaux physiologiques... ce qui permet une assistance à distance auprès du patient. Mais ces outils de communication à distance sécurisent les personnes âgées à leur domicile.
De par la multitude de possibilités, les TIC peuvent prétendre à redynamiser les sphères cognitives, physiques, psychosociales... de la personne âgée. Ces aménagements sont des leviers vers une prise de contrôle du vieillissement.
À titre d'illustration, le tableau ci-dessous reprend différents dispositifs technologiques utilisés avec des patients souffrant de la maladie d'Alzheimer. Ils ont été spécifiquement développés pour ces personnes et leurs aidants.
| Domaines                | Objectifs | Technologies utilisées                                                | Population cible                                          |
| ----------------------- | --- | --------------------------------------------------------------------- | --------------------------------------------------------- |
| Aides cognitives        | Rappel de prise de médicaments et rendez-vous | Pilulier électronique Agenda électronique                             | Aidant familial ou patient à un stade léger               |
| Aides cognitives        | Stimulation cognitive | Ordinateur Ecran tactile                                              | Patient seul ou + aidant familial et professionnel        |
| Aides au contact social | Communication (téléphone, visiophone) | Téléphone simplifié Ordinateur ou écran TV + logiciel vidéoconférence | Patient et aidant familial                                |
| Sécurité                | Géolocalisation | Montre ou boîtier GPS                                                 | Patient et aidant familial                                |
| Sécurité                | Capteurs de chutes, de pouls | Bracelet ou boîtier                                                   | Patient                                                   |
| Sécurité                | Capteurs de présence, de mouvement | Bracelet ou boîtier détecteur ou matelas                              | Patient                                                   |
| Sécurité                | Habitats intelligents, robinets, appareils ménagers (gaz, électricité), éclairage (veilleuse, chemin lumineux), ouverture de portes, centralisation des commandes | Capteurs de détection                                                 | Patient                                                   |
| Robots                  | Sociaux | Chien « Aibo » Chat « NeCoRo » Bébé phoque « Paro »                   | Patient                                                   |
| Robots                  | Assistants | Pearl                                                                 | Patient                                                   |
| Information et soutien  | Information (services, aides sociales et financières), éducation thérapeutique Soutien et partage entre aidants familiaux                                         | Ordinateur, site/forum sur internet et eLearning                      | Aidant familial et professionnel Patient à un stade léger |
| Information et soutien  | Supervision des aidants | TV, téléphone téléassistance                                          | Aidant familial et professionnel                          |

### Technologies de l'information et de la communication: accès et littératie
L’Europe estime que la maîtrise de la compétence numérique est une des clés qui soutient les apprenants dans leur épanouissement personnel et, sur le long terme, leur recherche d’emploi et leur participation à la société. Aujourd’hui, l’accès à l’information (recherche d’horaires de transports en commun, consultation de données), les démarches administratives (déclaration d’impôt, inscription comme demandeur d’emploi et transactions bancaires), l'accès aux savoirs passent par le biais des nouvelles technologies de l’information et de la communication. Il est donc essentiel de lutter contre cet "illettrisme numérique" que l’on appelle aussi la fracture numérique du deuxième degré.
La société s’est emparée de cette problématique de diverses manières : en créant des outils de formation spécifiques, en mettant en place des plateformes collaborative/informatives, des espaces publics numériques, en se questionnant sur les métiers du numérique. Au-delà des usages que les individus font des technologies, différents projets culturels visant à donner aux gens les connaissances et les outils nécessaires à la compréhension des technologies ont vu le jour. Par exemple, la Atwater Library de Montréal a instauré un projet sur la création musicale numérique et un projet sur la photographie et la mémoire collective.
Depuis plusieurs années, dans les études communicationnelles, informatiques et médiatiques, des questions d’accès et d’appropriation des technologies, et leurs risques d’exclusion, ont été soulevées,. L’accès et l’inclusion dépendent de plusieurs éléments comme les coûts, le design, les opérateurs, et les occasions d’apprentissage. Cela fait en sorte que les aînés se retrouvent souvent plus ou moins exclus des avancées technologiques. Par exemple, des applications pour téléphone portable permettent de calculer le temps d’attente dans diverses situations (en indiquant les délais ou le rang). Cette idée profite plus ou moins aux personnes âgées, qui utilisent ces technologies en moins grand nombre, alors qu’elles fréquentent pourtant les cliniques et les hôpitaux de manière régulière.
Au Canada, en 2010, 29 % des personnes de 75 ans et plus et 60 % de celles de 65  à   74 ans avaient utilisé Internet au cours du mois précédent, tandis que l’utilisation d’Internet chez les personnes de 15  à   24 ans était presque universelle. Au Québec, 53 % des gens ont un téléphone intelligent dont 75 % chez les 25–34 ans, 24 % chez les 65–74 ans et 13 % chez les 75 ans et plus.
L’accès à l’information des aînés, important pour préserver leur indépendance et favoriser leur inclusion sociale, renvoie notamment à la littératie et à l’accessibilité numérique. La littératie est la capacité de comprendre et utiliser l’information écrite dans la vie courante et d'ainsi étendre ses connaissances (OCDE). Elle réfère donc à la fois à la faculté de reconnaître un besoin en information, à localiser les informations, les sélectionner et les organiser. Plus précisément, la littératie numérique désigne le savoir et les compétences utilisées à travers plusieurs outils communicationnels en réseau comme les téléphones intelligents, les ordinateurs et les tablettes. Certains chercheurs parlent aussi de translittératie qui tient compte de la variété des plateformes.
Pour une pleine participation des citoyens à la vie économique, culturelle et sociale, l'accessibilité numérique est requise et réfère à la mise en place de ressources numériques pour tous donc, de diminuer les différences d’accès selon la langue, le lieu, le matériel et les services disponibles, les aptitudes physiques et mentales, etc. Certains auteurs ont parlé d’une fracture numérique générationnelle pour aborder des approches différentes face aux nouveaux médias entre les « jeunes » et les « vieux ». Celle-ci fait toutefois « cliché », étant donné l’hétérogénéité dans les cohortes, les périodes de la vie qui influencent l’intérêt vers les TIC, et le fait que l’âge ne soit qu’un seul élément dans l’habileté à les utiliser (l’habitude serait aussi très importante).
Eugène Loos, qui parle d’un spectre plutôt que d’une fracture, identifie d’ailleurs des présupposés par rapport aux aînés et aux TIC :
- les aînés constituent un groupe homogène
- ce groupe ne veut ou ne peut pas utiliser les médias numériques
- ce n’est pas réellement un problème puisque cette génération va s’éteindre et que toutes les nouvelles générations n’ont aucun problème avec la centralité de ces médias dans nos sociétés[32].

Dans les politiques publiques, on s’intéresse avant tout à la santé et la sécurité des aînés sans intégrer la communication et les médias (i.e. Vieillir et vivre ensemble au Québec en 2012, Canada’s aging population: Seizing the opportunity en 2009, Villes amies de aînés de l’Organisation mondiale de la Santé, Commission européenne - L’année pour le vieillissement actif en 2012). Également, peu de politiques en communication intègrent les aînés (comme le Comité permanent des transports et des communications - Plan pour un Canada numérique en 2010). À cet effet, l’un des volets de la politique (Québec) inclut quelques millions pour favoriser la compréhension et l’utilisation des TIC dans le but de maintenir la vie active des aînés dans leur milieu de vie à travers l’utilisation des nouvelles technologies. Cet aspect reste sous-développé et les sommes restreintes. Des organismes, comme la FADOQ, offrent des cours aux aînés.

## Applications
Les gérontechnologies s’inscrivent dans plusieurs domaines comme le logement, les loisirs et les activités quotidienne ; la communication, la mobilité et l'autonomie ; la santé et l'estime de soi ; le travail. Cette discipline peut être utile à beaucoup de monde : aux personnes âgées, aux soignants, aux proches et à la société de manière générale. Dans certaines situations les applications s'adressent au bénéfice des aidants et/ou de la personne âgée.

### Dans la formation du personnel soignant/aidant
Le personnel soignant qui encadre, soigne et accompagne les personnes âgées peut aujourd'hui bénéficier d'une initiation aux outils numériques dans le cadre de sa formation de base ou continuée. Bien évidemment, cette "transmission" passe par l'utilisation de l'ordinateur pour permettre l'acquisition de savoirs via la projection de vidéos, de PowerPoint mais également d'outils beaucoup plus développés comme des simulateurs ou encore, des programmes et applications spécifiques au domaine..
La formation des professionnels de santé aux gérontechnologies doit être favorisée. Un diplôme inter-universitaire en gérontechnologie a été mis en place en septembre 2010 ; il regroupe cinq universités : Paris V et VI, Grenoble, Montpellier et Limoges. Les pôles d’excellence peuvent être un lieu d’accueil pour les étudiants. Une consultation de gérontechnologie clinique a été mise en place au Centre de Gérontologie du CHU de Grenoble.

### Dans la santé
Grâce aux progrès technologiques, les pratiques de la médecine sont révolutionnées notamment via la miniaturisation et l'amélioration des performances des capteurs de signaux physiologiques... Ils permettent une assistance à distance auprès du patient. Ces outils de communication/surveillance à distance sécurisent notamment les personnes âgées occupant toujours leur domicile.
Il existe également différents outils numériques et applications qui permettent de prendre et surveiller sa tension sans se rendre chez son médecin, de gérer la dose d'insuline qu'un patient diabétique doit s'injecter,... Ces dispositifs sont nombreux et variés : compteur de calories, gestion de son taux d'hydratation, gestion de son cholestérol, système de rééducation à distance...
Le patient peut également, s'il le souhaite, avoir accès à son dossier de santé informatisé reprenant toutes ses données médicales. En Belgique, ma santé Belgique , permet à chaque citoyen d'avoir accès en un clic à son dossier détenu par son médecin généraliste dans le but de devenir conscient et copilote de sa propre santé. Ce site se base sur le "dossier médical global" qui se veut d'agir préventivement pour la santé en proposant un dossier en ligne disponible pour une meilleure concertation entre médecin généraliste et médecins spécialisés.

### Dérives
Les technologies peuvent engendrer une situation de dépendance ou de stigmatisation de la personne âgée. Cette stigmatisation peut prendre plusieurs formes. Le simple fait de parler de gérontechnologies peut faire des personnes âgées un groupe à part, sous-entendu différent des autres. Une gérontechnologie (par ex : un dispositif autour du cou ou du poignet) peut représenter un symbole de fragilité et/ou de dépendance, une stigmatisation car il s'agit d'un marqueur de vieillesse.
Le psychanalyste genevois, Jean-Christophe Bétrisey, attire l’attention sur la nécessité d’être extrêmement prudent face aux dérives dans ce domaine. Dans un article du 02.12.2018, il explique à quel point les robots peuvent nous entrainer dans des paradoxes. Être protégé et menacé ! Avoir ses données médicales transmises en live à son médecin et les savoir utilisées par des gens malveillants. Être attentif aux promesses d’une vie facile car ce robot est et sera toujours parfaitement à notre écoute et à notre service !
Dans Le mythe du Moderne (Edts Mont-Blanc, Genève, 1946), Charles Baudouin attirait déjà notre attention : « Mais toute vitesse peut être dépassée ; toute machine perfectionnée. Le tourbillon ne va-t-il pas finir en une course à l’abîme ? Car le mythe du Moderne aboutit en toutes choses à la surenchère et à l’inflation ».

## Synthèse de quelques recherches effectuées sur les gérontechnologies

### La connexion des personnes âgées - Cas de l'Irlande
L’Irlande dispose d'un programme déployant plusieurs services pour :
- Fournir un accès Internet gratuit accès à plus de 4 000 personnes âgées et leur personnel soignant ;
- Employer deux « Everybody Online Project Officiers » pour aider les personnes âgées vivant dans leurs propres maisons ou dans des logements protégés à surmonter les obstacles liés à la technologie et à les utiliser de manière significative ;
- Travailler avec cinq fournisseurs de logements protégés en Irlande du Nord pour obtenir des ordinateurs et les connexions à large bande ;
- Développer un réseau de bénévoles pour montrer aux personnes âgées comment utiliser Internet ;
- Fournir gratuitement du matériel et des trousses de formation développées spécifiquement pour les personnes âgées ;
- Dispenser une formation sur mesure aux bénévoles du programme pour s’assurer qu’ils ont les compétences nécessaires pour aider les locataires à utiliser Internet.

Les études menées en Irlande mettent en avant qu’une approche intergénérationnelle du numérique permet une meilleure inclusion de la personne âgée. Les plus jeunes générations peuvent combler le fossé numérique en utilisant leurs compétences pour apprendre aux générations plus âgées à se connecter.

### Les robots de soins - Étude polonaise[38]
La Pologne a une population de plus en plus vieillissante, avec plus de six millions de personnes âgées de plus de 65 ans (en 2017), ce qui représente 17 % de la population totale du pays. L’office central des statistiques de Pologne estime qu’en 2050, ce pourcentage atteindra 32,7 %, ce qui signifie qu’un polonais sur trois aura l’âge de la retraite. Le gouvernement polonais en est conscient et se concentre sur les besoins des personnes âgées en mettant en place un certain nombre de mesures visant à améliorer leur qualité de vie.
L’augmentation du nombre de personnes âgées est aussi associée au besoin de leur fournir un soutien institutionnel en termes de soin, et en particulier pour les personnes âgées peu voire non indépendantes et isolées. Des chercheurs se sont penchés sur l’utilisation des nouvelles méthodes afin d’améliorer leur qualité de vie tout en répondant à leurs besoins et en leur permettant de rester indépendantes. L’un des domaines pouvant répondre au vieillissement de la population est la gérontechnologie.
Dans la littérature mondiale, la recherche sur la gérontechnologie se concentre autour de quatre grandes dimensions :
1. L'analyse des domaines d’application de différentes technologies gérontologiques telles que la santé et l’estime de soi, le logement et la vie quotidienne, la mobilité et les transports, la communication et la gestion.
2. L'étude des attitudes et expériences des personnes âgées à l’égard de l'utilisation des technologies.
3. L’analyse technologique des besoins des personnes âgées.
4. L’impact de la gérontechnologie sur les fonctions physiques, mentales et sociales de ses utilisateurs.

En Pologne, Wieczorek, chercheur en Sciences et technologies à l’Université de Wroclaw, a examiné deux types de robots utilisés dans les soins pour les adultes plus âgés : les robots d’assistances tels que les fauteuils roulants intelligents et les robots sociaux qui communiquent avec leur utilisateur. Boruta (2017), estime que la gérontechnologie est un outil pour répondre à l’amélioration du logement. Grâce au support de cette technologie, Giezek et Iwanski ont présenté un concept de logement protégé et assisté pour les personnes âgées qui ont besoin de soutien et d’assistance dans la vie quotidienne. Pour que ces technologies soient commercialisées et utilisées, il est nécessaire d’identifier les caractéristiques qui facilitent le vieillissement.
Ces technologies doivent être évaluées grâce à des critères tels que leur fonctionnalité, leur compétitivité, l’innovation et les aspects socio-éthiques. À ce jour, aucune étude n’a été réalisée en Pologne pour évaluer si les technologies améliorent la qualité de vie des personnes âgées.
L'étude réalisée par Katarzyna Halicka présente les résultats de l’évaluation d’une gérontechnologie (à savoir les robots humanoïdes utilisés dans les soins pour les personnes âgées) selon l’âge et le sexe du répondant. Les robots peuvent être utilisés par les personnes âgées pour capturer, transmettre ou rappeler l’information liée à l’utilisation de médicaments. Mais également reconnaître et évaluer la santé, surveiller et motiver la marche et répondre aux besoins sociaux. Compte tenu du potentiel technologique des robots et du taux le vieillissement de la population dans un avenir proche, les robots peuvent commencer à être utilisés pour aider les gens à prendre soin des personnes âgées.
Basée sur la littérature et différentes recherches, cette étude polonaise a été réalisée afin de répondre à trois questions :
1. Comment la technologie a-t-elle été évaluée en fonction de différents critères ?
2. L’âge influence-t-il l’évaluation des technologies robotiques humanoïdes utilisées dans les soins aux personnes âgées ?
3. Le genre influence-t-il l’évaluation des technologies robotiques humanoïdes utilisées dans les soins aux personnes âgées ?

Cinq groupes de critères d’évaluation technologique ont été sélectionnés : l’innovation, la demande, la socio-éthique, la convivialité et la fonctionnalité. La recherche a été menée sur un échantillon de 643 personnes polonaises entre mars et avril 2018 où 16,4 % étaient âgées entre 41 et 60 ans et 58 % des questionnés étaient des femmes.
Il en ressort avec une probabilité de 90 %, que le sexe d’un répondant influence l’évaluation de la technologie en termes de demande technologique et d’aspects socio-éthiques. Avec le même taux de probabilité, l’âge du participant influence l’évaluation de la technologie mais cette fois-ci juste en termes d’aspect socio-éthique.
D’après les tests et recherches effectués, la technologie des robots de soins personnels pour les personnes âgées a été la mieux cotée sur le plan de la fonctionnalité. Cette technologie a également été appréciée en termes d’innovation et de demande. La note la plus basse a été attribuée en termes d’aspects sociaux éthiques.